# NAVIGON

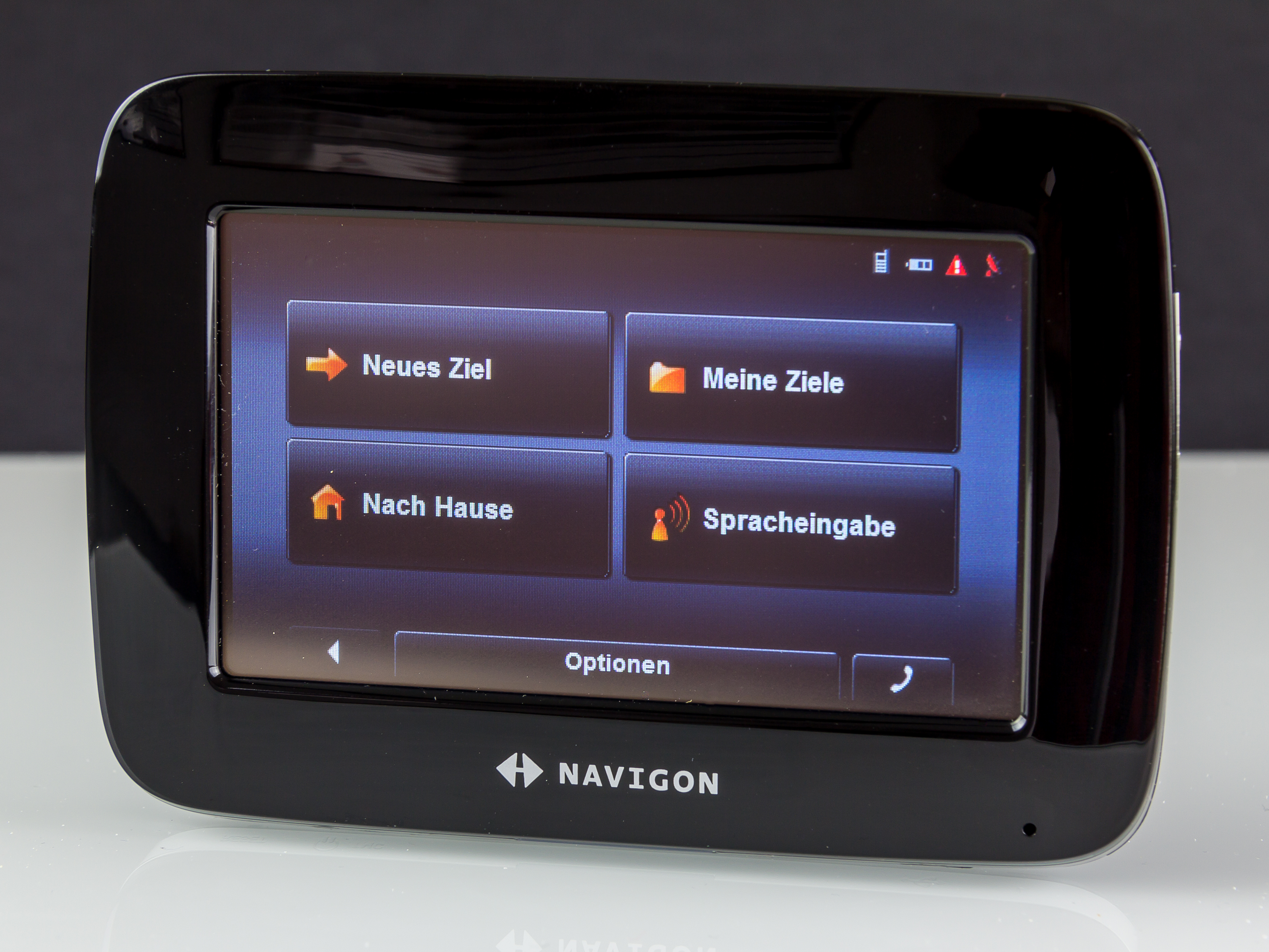
Navigon 7100

NAVIGON was een Duitse softwareontwikkelaar van (mobiele) navigatieoplossingen. Het hoofdkantoor is gevestigd in Hamburg en heeft verkoopvestigingen in 12 Europese landen, de Verenigde Staten en Canada. NAVIGON was in Duitsland marktleider in de mobiele navigatiemarkt. Het bedrijf is in 2014 overgenomen door Garmin.

## Consumentenmarkt
NAVIGON ontwikkelt mobiele navigatiesoftware voor:
- PDA / Pocket PC
- PNA. Een Personal Navigation Asistant is een zakcomputer die alleen is ontwikkeld voor navigatietoepassingen.[1]
- Smartphone

## Professionele markt
Voor de professionele markt ontwikkelt het hoogwaardige navigatiesoftware dat o.a. door verschillende autoproducenten worden toegepast in hun auto-infotainmentsystemen.